# Пахомій I Константинопольський
Пахомій I (грец. Παχώμιος Α΄), (? — 1513) — Вселенський Константинопольський патріарх з 1503 по 1513 рік, за винятком короткого періоду в 1504 році.

## життя
До обрання Константинопольським патріархом Пахомій був митрополитом Зични. Коли Патріарха Йоакима I було скинуто з престолу в 1502 році, правителі Валахії, досить впливові на справи Константинопольської Церкви, сприяли обранню старого Нефонта II, який відмовився. Таким чином вони передали свою підтримку Пахомію, який був обраний на початку 1503 року:198 Його перше правління тривало лише близько одного року, тому що на початку 1504 року Йоахим I повернувся на престол після виплати 3500 золотих султану.
Йоаким помер невдовзі під час подорожі до Валахії, і тому восени 1504 року Пахомій, завжди підтримуваний правителями Валахії, повернувся на трон. Друге правління Пахомія тривало приблизно дев'ять років, тривалий період у порівнянні з правлінням патріархів у XV столітті.
Головним питанням під час патріархату Пахомія була справа критського вченого Арсенія Апостоліуса. У 1506  Римська курія призначила Арсенія єпископом східного обряду Монемвасії, яка на той час була частиною заморських володінь Венеціанської республіки. Арсеній оголосив про свою єдність як з Константинопольським Патріархом, так і з Католицькою Церквою. Ця позиція була неспроможною для Константинопольської церкви, і Пахомій запросив Арсенія зректися престолу. Проблема тривала більше двох років до червня 1509 року, коли Пахомій відлучив від церкви Арсенія, який пішов у Венецію.
В останній рік свого патріарства Пахомій відвідав Валахію та Молдавію. На зворотному шляху, вже в Селімбрії, Пахомій був отруєний монахом Феодолом, який був у нього на службі. Пахомій помер негайно, на початку 1513 року.